# Skuhrov nad Bělou
Skuhrov nad Bělou – gmina w Czechach, w powiecie Rychnov nad Kněžnou, w kraju hradeckim. Według danych z dnia 1 stycznia 2014 liczyła 1 093 mieszkańców.